# Ана Ботін
Ана Патрісія Ботін-Санс де Саутуола О'Ши (ісп. Ana Patricia Botín-Sanz de Sautuola O'Shea; народилася 4 жовтня 1960, Сантандер) — іспанська банкірка, голова ради директорів фінансово-кредитної групи Santander.
У 2005 році Ботін посіла 99-те місце у списку наймогутніших жінок за журналом Forbes. У 2009 році вона посіла 45 місце. У лютому 2013 року вона стала третьою найпотужнішою жінкою у Великій Британії за «Жіночою годиною» на радіо BBC 4. У 2016 році вона стала 10-ю найпотужнішою жінкою у світі за версією Forbes, а в 2017 році піднялася на 9 місце. У 2019 році вона вкотре піднялася на  8 місце серед наймогутніших жінок у Forbes.

## Біографія

### Дитинство
Ботін — дочка іспанського банкіра Еміліо Ботіна, який був виконавчим головою іспанської групи Santander та Паломи О'Ше. Середню освіту вона отримала в школі Св. Мері, Аскот. Вона вивчала економіку в коледжі  Брін Мар, а згодом закінчила магістратуру в Гарвардському університеті.

### Кар'єра
Ботін працювала у JPMorgan Chase у США з 1980 по 1988 рік. У 1988 році вона повернулася до Іспанії і почала працювати в групі Santander. У 2002 році вона стала виконавчою головою іспанського банку Banesto.
У 2013 році її призначили директоркою «The Coca-Cola Company».
У вересні 2014 року її призначили головою групи Santander. Вона є вже четвертою з родини Ботін, хто займає цю роль.

### Особисте життя
У 1983 році вона вийшла заміж за банкіра Гільєрмо Моренеса і Маріатегуї, заможного землевласника.  У них троє дітей: Феліпе Моренес Ботін, Хав'єр Моренес Ботін і Пабло Моренес Ботін.
У 2010 році її чоловік придбав шестикімнатний будинок у Белгравії, Лондон. Вони також мають будинок у швейцарському гірськолижному курорті Gstaad.
У грудні 2015 року було оголошено, що вона стане почесною командувачкою Ордена Британської імперії за послуги британському фінансовому сектору. Того ж року їй було вручено першу премію за відповідальний капіталізм. Церемонія нагородження відбулася в Ланкастерському домі в Лондоні, її вручив Саджид Джавід, державний секретар з питань бізнесу, інновацій та навичок.